# Musical Freedom
Musical Freedom est un label néerlandais fondé par Tiësto en 2009 avec le label indépendant Play It Again, Sam, après avoir vendu ses parts de la Black Hole Recordings. Il était distribué dans le monde par PIAS Entertainment Group sauf aux États-Unis où il s'agissait de Ultra Records. Depuis 2014, il est distribué par PM:AM Recordings ou Spinnin' Records sous le nom de Musical Freedom Records.

## Histoire
En août 2009, Tiësto fonde Musical Freedom avec le label indépendant Play It Again, Sam, après avoir vendu ses parts de la Black Hole Recordings.
Très vite de nombreux titres sont signés et certains auront un succès très importants tels que : Escape Me de Tiësto ; Feel It In My Bones de Tiësto ; Who Wants to Be Alone de Tiësto ; C'mon de Tiësto & Diplo ; Zero 76 de Tiësto & Hardwell ; Epic de Sandro Silva & Quintino ; Maximal Crazy de Tiësto ; We Own the Night de Tiësto & Wolfgang Gartner ; Pair of Dice de Tiësto & Allure ; Cannonball de Showtek et Justin Prime ; Take Me de Tiësto ; Gecko d'Oliver Heldens ; Red Lights de Tiësto ; Wasted de Tiësto, Secrets de Tiësto & KSHMR ; The Only Way Is Up de Tiësto & Martin Garrix ; Split (Only U) de Tiësto & The Chainsmokers ; L'Amour toujours (Tiësto Edit) de Dzeko & Torres ; Chemicals de Tiësto & Don Diablo ; The Right Song de Tiësto & Oliver Heldens ; Wildcard de KSHMR ; BOOM de Tiësto & Sevenn ; Carry You Home de Tiësto ; Jackie Chan de Tiësto & Dzeko ; Ritual de Tiësto, Jonas Blue et Rita Ora ; God Is a Dancer de Tiësto & Mabel

## Artistes
De multiples artistes font partie de Musical Freedom, certains ayant par ailleurs leur propre label, dont : Tiësto, Diplo Dada Life, Hardwell, Bassjackers, Kryder, Sandro Silva, Quintino, Tommy Trash, Nicky Romero, Showtek, R3hab, Sidney Samson, Martin Garrix, Dimitri Vegas & Like Mike, Firebeatz, Blasterjaxx, Dyro, Oliver Heldens, Dzeko & Torres, DVBBS, 3LAU, KSHMR, W&W, The Chainsmokers, Don Diablo, DubVision, Adamski ou Tony Junior.

## Sorties

### Singles

#### 2009
- Three 6 Mafia featuring Sean Kingston & Flo Rida vs. Tiësto - Feel It (Tiësto's Feel It On The Floor Remix) (FEELITRMX2)
- Tiësto featuring C.C. Sheffield - Escape Me (MF026)

#### 2010
- Tiësto featuring Nelly Furtado - Who Wants to Be Alone (MF027)
- Tiësto vs. Diplo - C'mon (MF029)
- Tiësto featuring Tegan & Sara - Feel It In My Bones (MF028)
- Tiësto featuring Emily Haines - Knock You Out (Remixes) (MF030)
- Tiësto - Speed Rail (MFPROMO001)
- Dada Life - Unleash The F*cking Dada (MF033)

#### 2011
- Tiësto vs. Diplo featuring Busta Rhymes - C'mon (Catch 'em by Surprise) (MF036)
- Tiësto & Hardwell - Zero 76 (MF001)
- Tiësto - Young Lions (MFPROMO002)
- Henrik B featuring Christian Älvestam - Now & Forever (MF002)
- Bassjackers - Mush Mush (MF003)
- Boys Will Be Boys - We Rock (MF004)
- Kryder - K2 (MF005)
- Sandro Silva & Quintino - Epic (MF006)
- Tiësto featuring Kay - Work Hard, Play Hard (MF007)
- Tiësto - Maximal Crazy (MF008)
- Tommy Trash - Future Folk (MF009)
- Tiësto - Maximal Crazy (Remixes) (MF010)
- Steve Forte Rio featuring Lindsey Ray - Slumber (Tommy Trash Remix) (MF011)

#### 2012
- Quintino - We Gonna Rock (MF012)
- Nicky Romero - Generation 303 (MF013)
- Avesta - Arena (MF014)
- AutoErotique - Bring That Beat Back (Tiësto Edit) (MF015)
- Tiësto & Wolfgang Gartner - We Own The Night (MF039)
- Gotye featuring Kimbra - Somebody That I Used To Know (Tiësto Remix) (MF016)
- Ken Loi featuring Zashanell - All It Takes (MF017)
- Tiësto & Showtek - Hell Yeah! (MF018)
- Mikael Weermets vs. Bauer & Lanford - Out Of Control (MF019)
- Sultan + Ned Shepard featuring Quilla - Walls (MF020)
- Benji featuring Sherry St. Germain - Steel Eyes (MF021)
- Albin Myers - The Beast (MF022)
- Mikael Weermets & Nico De Andrea featuring Yasmeen - I Found You (MF023)
- Tiësto & Allure - Pair Of Dice (MF024)
- Showtek & Justin Prime - Cannonball (MF025)
- Alvaro - Make Me Jump (MF026)
- R3HAB & ZROQ - Skydrop (MF027)

#### 2013
- Sidney Samson & Martin Garrix - Torrent (MF040)
- Tiësto & Swanky Tunes featuring Ben McInerney of New Navy- Make Some Noise (Remixes) (MF041)
- Tiësto - Chasing Summers (R3HAB & Quintino Remix) (MF042)
- Dimitri Vegas, Like Mike & GTA featuring Wolfpack - Turn It Up (MF043)
- Firebeatz & Bobby Burns - Ding Dong (MF045)
- Baggi Begovic featuring Tab - Compromise (MF047)
- Tiësto featuring Kyler England - Take Me (MF049)
- Jus Jack & Oza - Love Is The Answer (MF048)
- Blasterjaxx & Billy The Kit - Loud & Proud (MF050)
- Tiësto & Dyro - Paradise (MF044)
- Tiësto & MOTi - Back To The Acid (MF057)
- Tiësto & DJ Punish - Shocker (MF056)
- Pelari - Cango (MF052)
- Bass King vs. X-Vertigo featuring Golden Sun - Kings (MF046)
- Tiësto, Mark Alston, Baggi Begrovic & Jason Taylor featuring Teddy Geiger - Love And Run (MF054)
- Tiësto, Nari & Milani vs. Delayers - Move To The Rhythm (MF053)
- Danny Avila - Tronco (MF060)
- Sidney Samson & Leroy Styles - YLB (MF059)
- John Christian - Flight 643 (MF061)
- twoloud - Big Bang (MF062)
- Baggi Begovic & Team Bastian - Sleep Till I Come Home (MF065)
- TST & Alvaro - Out Of Control (MF066)
- Danny Avila - Poseidon (MF068)
- twoloud - Traffic (Tiësto Edit) (MF070)
- Dzeko & Torres - Highline (MF071)
- Oliver Heldens - Gecko (MF067)
- Tiësto featuring Michel Zitron - Red Lights

#### 2014
- Thomas Newson & John Dish - Kalavela (MF064)
- MOTi - Don't Go Lose It (MF074)
- Joe Ghost - Crank (MF075)
- Wiwek - Salute (MF076)
- Disco Fries - Philtrum (MF077)
- Sunnery James, Ryan Marciano & Ariyan - Circus (MF073)
- LA Riots & Polina - Kamikaze (MF078)
- TST vs. twoloud - Drop It Like This (MF079)
- Carnage & Junkie Kid - Krakatoa (MF080)
- Alvaro - Shades (MF084)
- Baggi Begovic & Team Bastian - I Know U (MF081)
- twoloud vs. Danny Avila - Rock The Place (MF085)
- DVBBS & MOTi - This Is Dirty (MF051)
- Tiësto featuring Matthew Koma - Wasted
- 3LAU - Bang (Tiësto Bootleg) (MF086)
- TST & Dani L. Mebius - No Regular (MF088)
- Sultan + Ned Shepard vs. John Dish - Regenade Master (Back Once Again) (MF093)
- Kaaze & Michael Feiner - We Will Recover
- Oliver Heldens featuring Becky Hill - Gecko (Overdrive)
- twoloud - Big Bang (Bass Modulators Remix) (MF094)
- TST, MOGUAI & Amba Shepherd - Real Life (MF091)
- Mr. Belt & Wezol - Feel So Good (MF097)
- MOTi & Kenneth G - Zeus (MF103)
- twoloud featuring Christian Burns - We Are The Ones (MF100)
- Henry Fong & J-Trick - Scream (MF102)
- John Dahlbäck featuring Little Boots - Heartbeat (Original Mix) (MF099)
- Rune RK - Calabria (Firebeatz Remix) (MF098)
- Cleavage - Prove (MF105)
- MOTi - Lion (In My Head) (MF106)
- Borgeous, Dzeko & Torres - Tutankhamun (MF109)
- Tiësto featuring DBX – Light Years Away
- 3LAU featuring Luciana - We Came To Bang (MF101)
- Helena - Shake It (MF107)
- HIIO & Lucas Blanco - Good Enough (MF110)

#### 2015
- Mikey B - Stay A While (Tiësto Remix)
- The Voyagers & Alpharock - Crossover
- Tiesto & MOTi - Blow Your Mind
- Dzeko & Torres - Alarm
- Bougenvilla & Marc Macrowland - Voodooz
- ODESZA feat. Shy Girls - All We Need (Dzeko & Torres Remix)
- Hardsoul feat. Hero Baldwin - Human (Silver Lining)
- Tiësto & KSHMR feat. Vassy - Secrets
- Dzeko & Torres & Maestro Harrell feat. Delora - For You
- Alvaro & Jetfire - Guest List
- Charmes - Skank
- MOTi - Valencia
- Martin Garrix & Tiësto - The Only Way Is Up
- Dzeko & Torres feat. Delaney - Air
- MOTi - House Of Now (Tiësto Edit)
- David Tort & Moska feat. Danielle Simeone - Music Feeds My Soul
- ZAXX vs Riggi & Piros - Alpha
- Tiësto & DallasK - Show Me
- Wee-O feat. Morgan Karr - Fighting For (Tiësto Edit)
- Bobby Puma - Someone Somewhere (Tiësto Edit)
- Firebeatz - Sky High (Tiësto Edit)
- Tiësto & KSHMR feat. Vassy - Secrets (Don Diablo's VIP Mix)
- W&W & MOTi - Spack Jarrow
- Tiësto & KSHMR feat. Vassy - Secrets (Remixes) (Future House Extended + Don Diablo Remix + Don Diablo's VIP Mix + David Zowie Remix + Felon) Remix + Diplo Remix + ZAXX vs. Jaylex Remix + Riggi & Piros Remix)
- Tiësto & The Chainsmokers - Split (Only U)
- Dzeko & Torres feat. Delaney Jane - L'Amour toujours (Tiësto Edit)
- Tiësto & Don Diablo feat. Thomas Troelsen - Chemicals
- Jetfire & Mr Black feat. Sonny Wilson - Boombox
- Alpharock & Vida - Guitar Hero
- FTampa - Strike It Up
- Mercer - Encore
- Riggi & Piros - Knightlife
- Tiësto & Oliver Heldens - Wombass
- Firebeatz - Tornado
- Higher Self feat. Lurker - House Music Hustle
- Jewelz & Sparks - I Can Fly
- Bassjackers & Reez - Rough
- Lucky Charmes - Fullfill
- KSHMR & ZAXX - Deeper
- Tiësto & Tony Junior - Get Down

#### 2016
- DubVision - Sweet Harmony
- Henry Fong feat. Mr. V - Turn It Up
- Patrolla vs. Adamski feat. Seal - Killer (MOTi Remix)
- CID - No!
- Tiësto + Oliver Heldens feat. Natalie La Rose - The Right Song (Wombass)
- Dzeko & Torres feat. Alex Joseph - Home
- Abel Ramos & Albert Neve - Let The Bass Be Louder
- MOTi feat. Nabiha - Turn Me Up (ViP Mix)
- Mike Williams - Sweet & Sour
- Tiësto + Oliver Heldens feat. Natalie La Rose - The Right Song (Wombass) (Remixes) (Dillon Francis Remix + Basement Jaxx Zone Dub + Mike Williams Remix + Tom Zanetti & KO Kane Remix)
- Tiësto & Bobby Puma - Making Me Dizzy
- Lucky Charmes feat. Da Professor - Ready
- KSHMR feat. Sidnie Tipton - Wildcard
- Tony Junior - Facedbased
- Nari, Milani & Cristian Marchi - The Creeps 2016
- Tiësto & Ummet Ozcan - What You're Waiting For
- Mike Williams & Justin Mylo - Groovy George
- Bojac - Six Million
- Curbi - Triple Six
- Moska - Euphoria
- Ummet Ozcan - Wickerman
- Tony Junior & Kura feat. Jimmy Clash - Walk Away
- Tiësto & Jauz - Infected
- Sander van Doorn & Chocolate Puma - Raise Your Hands Up
- ZAXX - Phunky
- Tiësto & Mike Williams - I Want You
- Vassy - Nothing To Lose
- Tiësto & DallasK - Your Love
- Albert Neve & Abel Ramos - Party
- Merk & Kremont - CIAO
- twoloud & Konih - Gimme Some More
- Snavs & Fabian Mazur - Wolves
- MOTi & Maurice West - Disco Weapon
- ZAXX - Dazzle
- Sikdope - I'm Back
- Matt Nash - Know My Love
- Ephwurd - Vibrations
- Jordy Dazz - Stamina
- Dzeko - Liberty
- Tiësto vs. Diplo - C'mon (Maestro Harrell 2016 Remix)
- Matt Nash - Know My Love (MazZz & Constantin Remix)

#### 2017
- Mike Williams - Bambini
- DubVision - Geht's Noch
- Sikdope - Old School
- Redondo - I Can Cast A Spell
- WHYLO feat. Swedish Red Elephant - Next Summer (Original Mix + Sunset Mix)
- Florian Picasso - Blast From The Past
- Curbi X Mesto - BRUH
- Tiësto & Sevenn - BOOM
- John Christian - The Grimm
- Pep & Rash feat. D-Double - Break Down
- Dzeko - Fluxland 2017
- Kryder - MTV
- Tiësto & KSHMR feat. Talay Riley - Harder
- Dzeko feat. Brynn Elliott - California
- Snavs & Fabian Mazur - Lonely Street
- Dzeko feat. TOKA-J - Heart Speak
- Tom Staar - The Nighttrain
- Tiësto & John Christian - Scream
- Tiësto feat. Stargate & Aloe Blacc - Carry You Home
- Mike Williams - Melody (Tip Of My Tongue)

#### 2020
- Kuuro & Zok - Greed
- Juyen Sebulba & RayRay - Shake It Down
- Felguk - Game Boy
- Tiësto & 7 Skies feat. RebMoe - My Frequency
- Aazar & Godamn - Big Beat
- Valy Mo - Laser House
- RetroVision & Dirty Palm - Switch That
- DallasK - I Know (The Remixes)
- Softest Hard - Rave
- Volac - Baby Boy
- Medincci - Soda Pop
- John Christian - Dos
- Carta & Cheyenne Giles - Sun Goes Down
- Byor - Feel The Way
- Cesqeaux & Curbi - Get It
- Marten H∅rger & Otosan - Feel So Right
- Damien N-Drix - Ice Cream
- Toby Green - Motorkraft
- Swacq - Horny Horns
- Tiësto & John Christian - Can You Feel It
- Deniz Koyu & Magnificence - Feel It
- Cheyenne Giles & Zootah feat. Mary Grace - Non Stop
- Toby Green - Work It
- Holy Goof & Massappeals - Everybodied
- Notion - Hooked (My Nu Leng Remix)
- Nervo & 7 Skies - Love On Me
- Jay Hardway - Rollercoaster
- Medincci - Soul Groove
- Notion - Hooked (Bou Remix)
- Sunstars - Hype
- Julian Calor feat. Trove - Silence
- Notion - Hooked (Keizer Jelle Remix)
- Sikdope & ALRT - Fly With You
- Codeko - Bad At Being Alone
- Kodat - Take Me With You
- Toby Green - Astro
- Notion - Hooked (Marc Volt Remix)
- Medincci - Soul Groove (The Remixes)
- Tiësto feat. 433 - Tomorrow
- AC Slater - Stand Up
- Conor Ross - Came For Love
- Swacq feat. Juliette Claire - Do It Again
- Hugel - Cool
- Notion - Burning
- Zaxx - Unforgetting
- Dallerium feat. Brenton Mattheus - Can You Feel It
- Vassy - Nothing To Lose (The Remixes)
- Jewelz & Sparks - Traffic
- Antoine Delvig - Last Night A DJ Saved My Life
- Oomloud - Block Rocking Beats
- Kryder - LSD
- Codeko - Chance
- D.O.D - Down Under
- Luis Torres feat. MKLA - Come Down
- Alex Gaudino & Jerma pres. Lil' Love - Little Love (Arno Cost Remix)
- Tiësto & Vintage Culture - Coffee (Give Me Something)
- ALRT feat. Monika Santucci - Dive Into You
- Marten H∅rger - Take Me High
- Byor - Leave Me Again
- Tom & Collins - Hit The Drum
- Moska & Tessa - Bom Daddy
- Swanky Tunes & Going Deeper - Love Yourself
- Carta - More Time
- One True God & Tiny Elephant - Problems
- Promise Land - Got To Keep On
- Alex Gaudino & Jerma pres. Lil' Love - Little Love
- Tiësto & Vintage Culture - Coffee (Give Me Something) (Ferreck Dawn Remix)
- Tiësto & Vintage Culture - Coffee (Give Me Something) (Quintino Remix)
- Tiësto & Vintage Culture - Coffee (Give Me Something) (IFK Remix)
- Bijou & Cheyenne Giles - Black Suede
- Tiësto & Vintage Culture - Coffee (Give Me Something) (Jose Amnesia Remix)
- Alex Gaudino & Jerma pres. Lil' Love - Little Love (The Remixes)
- Zonderling & Magnificence - Apart
- Go Freek - What We See
- DSTRQT - Into My Mind
- Wh0 - You Got Me
- Rudeejay, Da Brozz & Chico Rose feat. Robin S - Show Me Love
- Bingo Players, Felguk & Fafaq - Devotion (2020 Remix)
- Volac - Everyone
- Sem Thomasson - Mistakes
- Breaking Beattz - Electric
- Danny Avila - Pushin
- Zookëper - Body Talk
- Dallerium - Omen
- Cheyenne Giles & Gamuel Sori - Heat
- Vinne - Pó De Anjo
- David Guetta & Morten feat. Lovespeake - Save My Life
- 7 Skies feat. Enlery - Blue Kind
- Tiësto feat. 433 - Tomorrow (Ummet Ozcan Remix)
- AC Slater - Stand Up
- Kream - About You
- Swacq - Holy House
- Sagan - Knock
- Byor - Leave Me Again (The Remixes)
- Marten H∅rger - An∅ther Dimensi∅n Part Tw∅
- Bingo Players, Felguk & Fafaq - Devotion 2020 (Will Sparks Remix)
- Luis Torres feat. Lucas Ariel - Paradise
- Godamn feat. Adradef - BEN10

#### 2021
- Cid - No! (TCTS Remix)
- Cid - No! (Byor Remix)
- Moksi feat. RayRay - Pump It Up
- Dubdogz, Mariana Bo & Flakkë feat. Luisah - Drop It
- Cid - No! (Volkoder Remix)
- Wh0 feat. Zhana - Free
- Piero Pirupa - No Control
- Psycho Boys Club - Could Be Something
- Crvvcks - Only When The Night Falls
- Antoine Delvig - Techno 99
- Otôsan & Shadow Child feat. Carrie Baxter - Right Here
- Raven & Kreyn & Jeonghyeon - Out Of Me
- Gamuel Sori feat. James New - I Won't Lose You
- Byor - The Cure
- Donkong & CITYWLKR - Battery Life
- MorganJ & Maddow feat. Manela - Get Down
- Kream - Take Control
- Jacknife & The Bloody Beetroots - Jericho
- Mike Williams - Get Dirty
- Godamn - Fallin'
- Chico Rose - Don't Turn Your Back
- Zaxx - Psychoactive
- Hugel feat. Dawty Music, Preston Harris & Sophia Sugarman - Mine
- Vinne & Browk - What I Say
- Valy Mo & Highup - The Rise
- Habstrakt feat. Karra - Ice Cold
- Byor - Keep On Dancin'
- Cheyenne Giles - Jump Around
- Michael Calfan & Harber feat. Nisha - Feelings After Dark
- Elyx - Control
- Kream - Take Control (Sammy Porter Remix)
- David Guetta & Morten feat. John Martin - Impossible
- Gil Glaze & Luis Torres feat. Georgi Kay - Did Me Wrong
- Wh0 - I'm Coming
- Leftwing : Kody - Collide
- Esh & Kaan Pars - (It Happens) Sometimes
- Michael Calfan & Harber feat. Nisha - Feelings After Dark (Kiko Franco Remix)
- Nervo & Tube & Berger - Lights Down Low
- Ellis Moss & Max Styler feat. Salena Mastroianni - How It Feels
- Cid & Volkoder - Honey
- Chocolate Puma - Rock Your Body
- Basement Jaxx - Where's Your Head At (Cheyenne Giles Remix)
- AC Slater & Bleu Clair feat. Kate Wild - Green Light
- Morgan Page & Lights - Turn Off My Mind
- Nervo & Tube & Berger - Lights Down Low (Neubauer Remix)
- Vinne & Byor feat. Pri Pach - Downtown
- Nervo & Tube & Berger - Lights Down Low (Kryder Remix)
- Will Sparks - My Company
- Kream & Millean. feat. Bemendé - What You've Done To Me
- AC Slater & Bleu Clair feat. Kate Wild - Green Light (Moksi Remix)
- AC Slater & Bleu Clair feat. Kate Wild - Green Light (Flava D Remix)
- James Hype - Dancing
- AC Slater & Bleu Clair feat. Kate Wild - Green Light (12th Planet Remix)
- Tiësto & Lucas & Steve - Oohla Oohla
- Tiësto - Clickbait
- Tiësto - I'll Take You High
- Tiësto, Ummet Ozcan & Tomhio - Be Something
- Tiësto & Killfake - Money
- Bruno Be & Kiko Franco - Friday Night (It's Not Right)
- Öwnboss & Sevek - Move Your Body
- Byor, Alle Farben & Damien N-Drix - Hands Up

- Neon Steve & Marten H∅rger - Hip Hop
- Dubdogz & Volkoder - You Get
- David Guetta, Morten & Roland Clark - Alive Again
- Vintage Culture & Leftwing : Kody feat. Anabel Englund - Coming Home

#### 2022
- David Guetta & Morten - Permanence
- Steff Da Campo - Hot In Here
- Aurelios - I've Had Enough
- Sikdope - Better
- Will Sparks & New World Sound - LSD
- Byor & Imanbek - Belly Dancer
- 7 Skies - Rave Machine
- Michael Calfan & Leo Stannard - Better
- Kream - Pressure
- DallasK & Dark Heart - Time
- Tujamo - Click

### Albums
- Tiësto - Kaleidoscope (2009)
- Tiësto - Kaleidoscope (Remixed) (2010)
- Tiësto - A Town Called Paradise (2014)
- Tiësto - The London Sessions (2020)

### EP
- Various Artists - Trap Remix EP (2013)
- Various Artists - Future Heroes EP (2014)
- Funkin Matt - Alive EP (2014)
- Tiësto - I Like It Loud (2018)
- Tiësto - Hotel Transylvania 3 (2018)
- Ronko - Ronin EP (2018)
- Oomloud - Pyramids / Yummy Funk (2018)
- Tiësto - Together (2019)
- Khrebto - Rave Therapy EP (2020)
- Bushbaby - What We Had EP (2020)
- Jonas Aden - Community EP (2020)
- Tiësto - Together Again (2021)

### Compilations
- Tiësto - Club Life, Vol. 1 - Las Vegas (2011)
- Various Artists - Musical Freedom Best Of 2011 (2011)
- Tiësto - Club Life, Vol. 2 - Miami (2012)
- Dada Life - Dada Life's Musical Freedom (2012)
- Tiësto - Club Life, Vol. 3 - Stockholm (2013)
- Tiësto - Club Life, Vol. 4 - New York City (2015)
- Tiësto - AFTR:HRS (2016)
- Tiësto - Club Life, Vol. 5 - China (2017)
- Various Artists - Musical Freedom Unlimited (2020)